# فرانك ياكوب
فرانك ياكوب (بالألمانية: Frank Jacob)‏ هو مؤرخ ألماني، ولد في 8 أغسطس 1984 في اشمالكالدن في ألمانيا.